# Ballymun
Ballymun (irisch Baile Munna – deutsch: Stätte in den Sträuchern) ist ein städtisches Quartier von Dublin auf der Northside. Das Quartier ist noch einmal unterteilt in die Ortsteile Sillogue, Coultry, Shangan und Poppintree.

## Lage
Ballymun liegt an der Grenze zum County Fingal und wird umgeben von den Quartieren Santry, Glasnevin und Finglas. Die R103 und die R108 kreuzen sich hier.

## Geschichte
Der Name geht auf die dicht bewaldete Gegend von Fingal zurück.
1659 wurden in der Gegend zehn Personen gezählt. Um 1700 wurde hier eine Mühle errichtet, die ab 1744 als Schule genutzt wurde. Die Schule wurde 1825 geschlossen; das Gebäude (Santry Lodge) ist noch heute erhalten. Im 18. Jahrhundert galt die Gegend wegen vieler Wegelagerer als sehr unsicher. 1829 wurde behauptet, dass Ballymun der Ort der Wahl für Pistolenduelle sei.

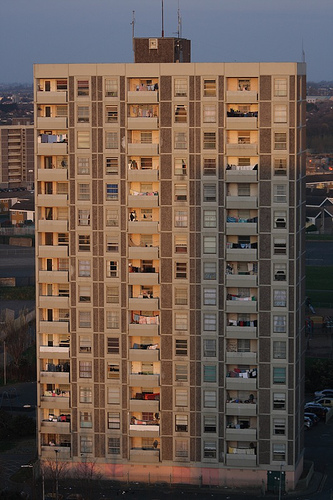
Ballymun Flats

In den 1960er Jahren war die Wohnungskrise in Dublin auf ihrem Höhepunkt. Ab 1966 wurden die Ballymun Flats, 15-stöckige Wohnhochhäuser, binnen eines Jahres errichtet.
Schon nach einigen Jahren stellten sich Probleme wie Drogenhandel und Arbeitslosigkeit ein. In den 2000er Jahren entschied man sich, die Gebäude abzureißen. Ab den 2010er Jahren wurde das Konzept einer Wiederbelebung von Ballymun umgesetzt. Kritik wurde geübt, weil auch 2021 noch keine zentrale Einkaufsmöglichkeit bestand.

## Persönlichkeiten
- Catherine McAuley (1778–1841), Gründerin der Sisters of Mercy
- Dessie Ellis (* 1953), Politiker der Sinn Féin
- Glen Hansard (* 1970), Singer-Songwriter
- John Lyons (* 1977), Politiker der Irish Labour Party